# Segundo pré-molar superior
O Segundo pré-molar superior é um dente inserido osso maxilar.

## Erupção e medida
|              | Início      | Erupção           | Término |
| Calcificação | 4 anos      | 10 a 12 anos      | 13 anos |
|              | Total       | Coroa             | Raiz    |
| Comprimento  | 21 mm       | 7,5 mm            | 14 mm   |
|              | Mesiodistal | Vestibulo-lingual |         |
| Diâmetro     | 6,5 mm      | 9,0 mm            |         |